# Muhammad ibn Salman ibn Abd al-Aziz Al Su’ud
Muhammad ibn Salman ibn Abd al-Aziz Al Su’ud (arab. ‏محمد بن سلمان بن عبدالعزيز آل سعود Muhammad bin Salmān bin ‘Abd al-‘Azīz Āl Sa‘ūd‎, ang. Mohammed bin Salman, zwany także MbS, MBS lub M.B.S., ur. 31 sierpnia 1985 w Rijadzie) – książę koronny i następca tronu Arabii Saudyjskiej, minister obrony i wicepremier w latach 2015–2022. Premier Arabii Saudyjskiej od 2022. Faktyczny przywódca państwa saudyjskiego. 
Sprawował urząd ministra stanu (2014–2015). Od 2015 był także przewodniczącym Rady Gospodarki i Rozwoju. W momencie powołania na stanowisko ministra obrony był najmłodszą osobą na świecie pełniącą tę funkcję. W latach 2015–2017 był wicenastępcą tronu, drugim wicepremierem. 21 czerwca 2017 został ogłoszony następcą tronu i pierwszym wicepremierem w rządzie Arabii Saudyjskiej.
Mimo że oficjalnym władcą Arabii Saudyjskiej jest jego ojciec, król Salman ibn Abd al-Aziz Al Su’ud, Muhammad ibn Salman sprawuje faktyczną władzę w państwie. W 2018 roku magazyn Forbes umieścił go na ósmym miejscu na liście najbardziej wpływowych ludzi na świecie.

## Życiorys

### Młodość i edukacja
Muhammad ibn Salman urodził się 31 sierpnia 1985 roku. Jest synem króla Salmana ibn Abd al-Aziz Al Su’uda i jego trzeciej małżonki (Fahda bint Falah bin Sultan bin Hathleen, której dziadek był wodzem plemienia Ajman).

Książę jest najstarszym ze wszystkich dzieci swojej matki. Jego bratem jest Turki bin Salman, były przewodniczący Saudyjskiej Grupy ds. Badań i Marketingu (ang. Saudi Research and Marketing Group), a także Khalid bin Salman bin Abdulaziz.

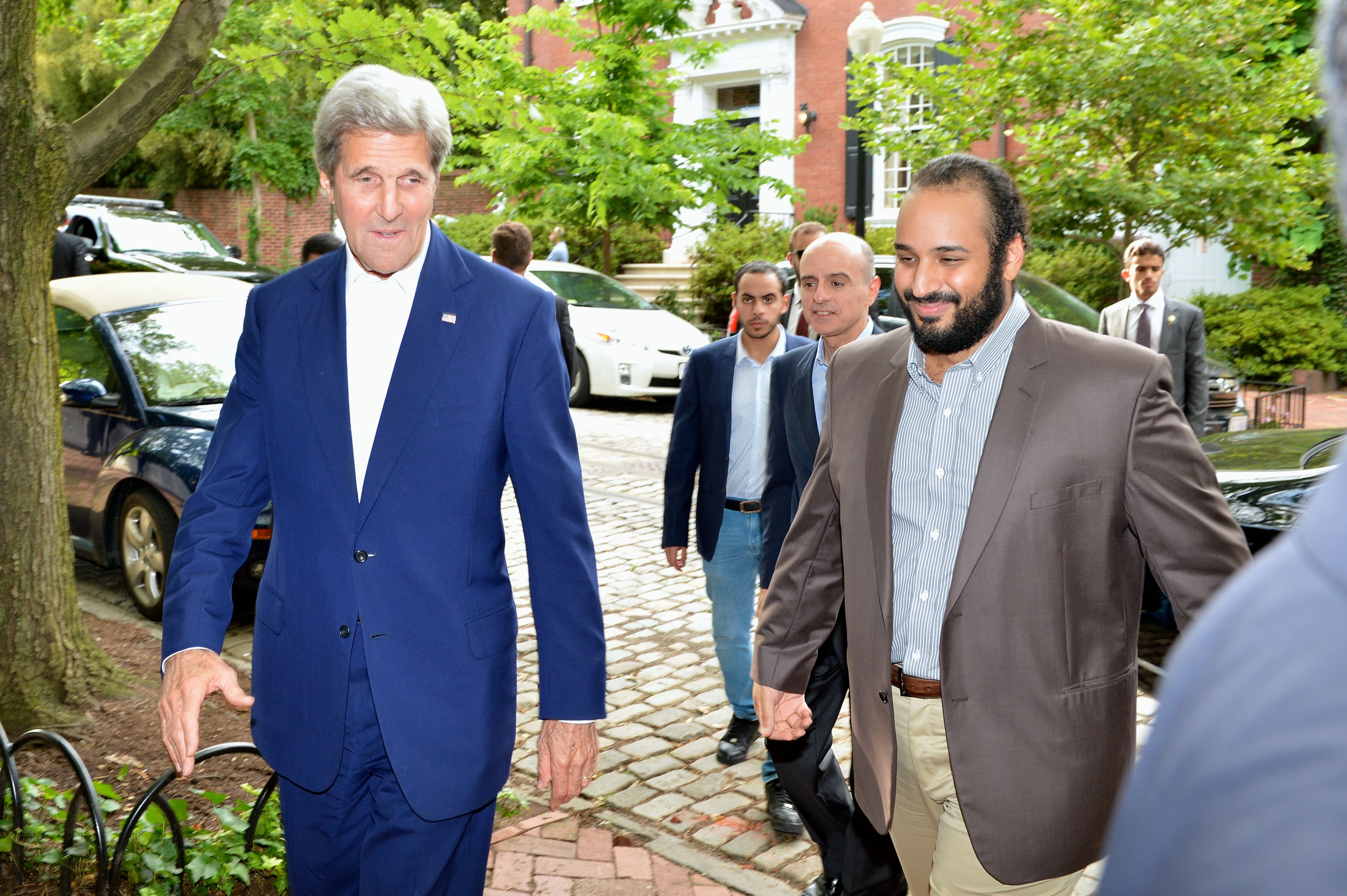
Książę Muhammad ibn Salman z sekretarzem stanu USA Johnem Kerry i ministrem spraw zagranicznych Arabii Saudyjskiej Adilem al-Dżubajrem, 13 czerwca 2016

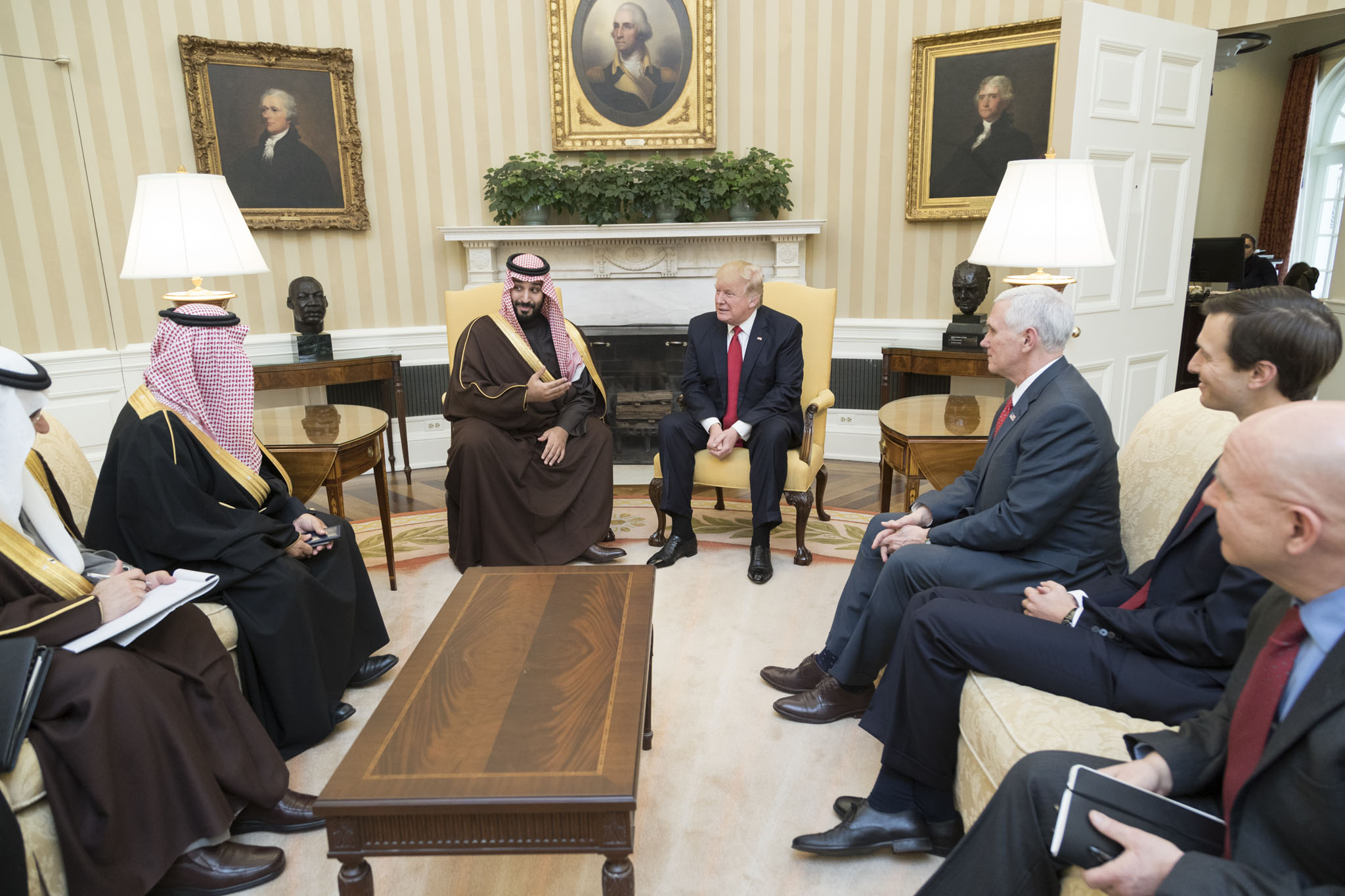
Prezydent USA Donald Trump rozmawiający z księciem Muhammadem, Waszyngton, 14 marca 2017

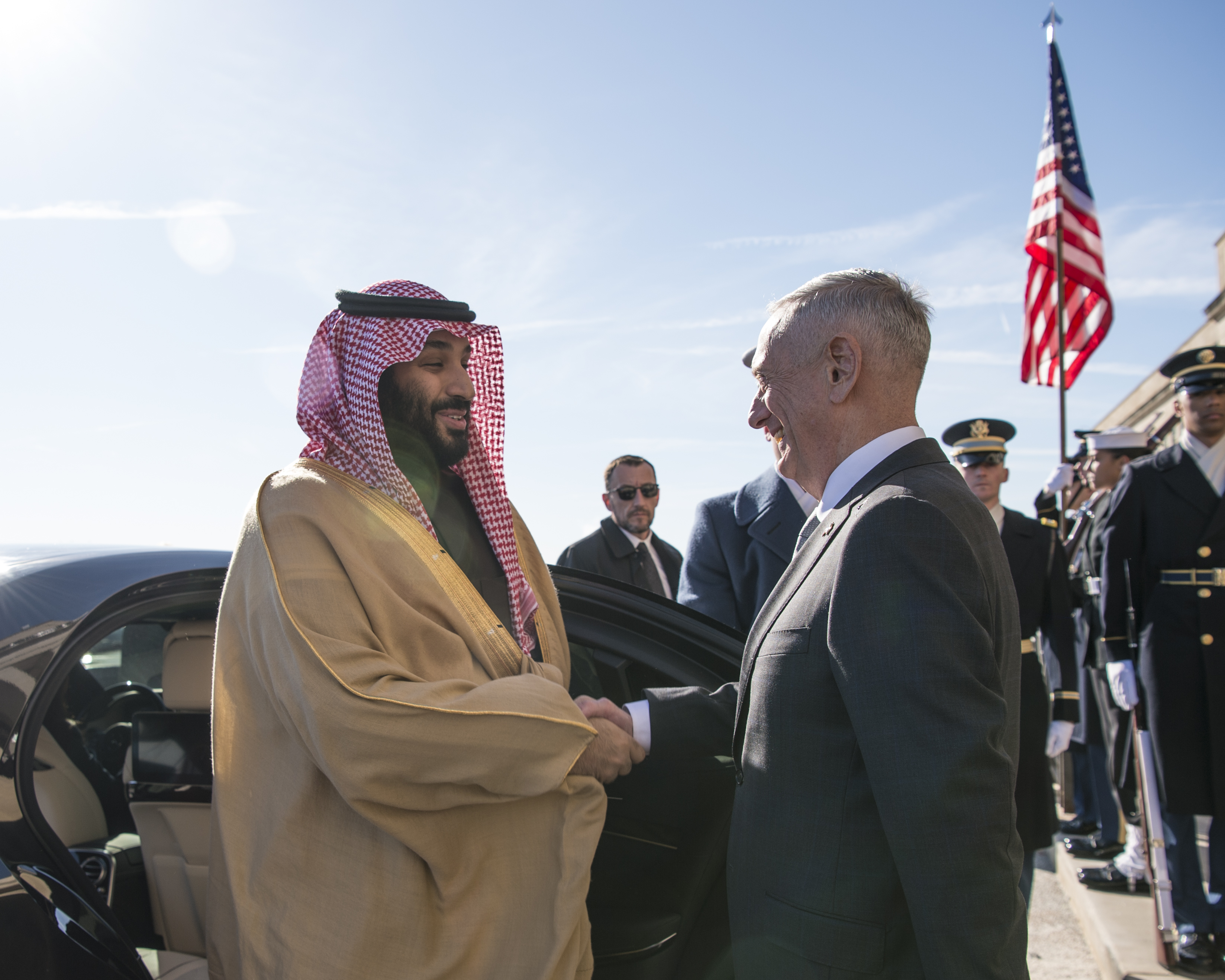
Sekretarz obrony USA James Mattis z księciem Muhammadem ibn Salmanem, 22 marca 2018

Ukończył studia prawnicze na Uniwersytecie Króla Sauda. Po ukończeniu studiów Muhammad ibn Salman spędził kilka lat w sektorze prywatnym. Był konsultantem przy Radzie Ekspertów, organie doradczym rządu Arabii Saudyjskiej.

### Kariera polityczna
W wieku 24 lat, 15 grudnia 2009 roku rozpoczął swoją działalność polityczną jako specjalny doradca swego ojca (ten był wówczas gubernatorem prowincji Rijad). W tamtym czasie często zmieniał obejmowane stanowiska, pracując m.in. dla Fundacji Badań i Archiwów im. Króla Abdulaziza.
W październiku 2011 roku zmarł książę koronny Sultan ibn Abd al-Aziz Al Su’ud, a (obecny król i ojciec Muhammada ibn Salmana) Salman ibn Abd al-Aziz Al Su’ud awansował w randze, przejmując jego funkcje. Powołał on swojego syna na stanowisko osobistego doradcy, podobnie jak niecałe dwa lata wcześniej, a także szefa swojego dworu.
23 stycznia 2015 roku zmarł król Abd Allah ibn Abd al-Aziz Al Su’ud, co wiązało się z przejęciem tronu przez Salmana ibn Abda. Powołał on swojego syna na stanowisko ministra obrony. Głównym problemem, z jakim musiał zmierzyć się nowo wybrany minister była wojna domowa w Jemenie – pierwszym jego posunięciem było zmobilizowanie sił zbrojnych państw Rady Współpracy Zatoki Perskiej do interweniowania po serii samobójczych zamachów bombowych w Sanie poprzez nałożenie blokady morskiej, a także ataki lotnicze na ruch Houthi. W roku 2015 Arabia Saudyjska stała się liderem w koalicji państw walczących z rebeliantami w Jemenie.
W kwietniu 2015 roku Muhammad ibn Salman został wicenastępcą tronu Arabii Saudyjskiej (zastępcą księcia koronnego, którym wówczas był Muhammad ibn Najif).
21 czerwca 2017 roku, decyzją króla Salmana, Muhammad ibn Salman zastąpił Muhammada ibn Najifa na stanowisku księcia koronnego, awansując tym samym na pierwsze miejsce w linii sukcesji do tronu. Tego samego dnia prezydent USA Donald Trump oficjalnie złożył gratulacje nowo wybranemu Księciu. Strona amerykańska zapewniła, że obaj będą „blisko współpracować” na rzecz światowego pokoju oraz w kwestiach ekonomicznych, a priorytetem powinna być walka z terroryzmem, zażegnanie sporu dyplomatycznego z Katarem i dążenie do pokoju w relacjach izraelsko-palestyńskich. W kwietniu 2017 roku w wywiadzie dla „The Washington Post” Muhammad ibn Salman stwierdził, że bez wpływu Stanów Zjednoczonych na kulturę Arabii Saudyjskiej kraj ten „skończyłby jak Korea Północna”.
27 września 2022 powołany na nowo utworzone stanowisko premiera kraju.

## Rządy

### Wizja 2030
Książę Muhammad ibn Salman podjął działania w sferze restrukturyzacji saudyjskiej gospodarki. W kwietniu 2016 roku oficjalnie zapowiedział utworzenie programu Wizja 2030, którego celem ma być ekonomiczna dywersyfikacja i prywatyzacja. Przedstawił on szczegółowe działania, które w perspektywie 15 lat doprowadzić mają m.in. do uniezależnienia od ropy naftowej, „cyfryzacji państwa” (tzw. e-państwo), a także zrównoważonego rozwoju.

### Reformy wewnętrzne
Podczas swoich rządów Muhammad ibn Salman znacząco ograniczył władzę policji religijnej – Komitetu Krzewienia Cnót i Zapobiegania Złu.
W lutym 2017 roku, Arabia Saudyjska pod rządami księcia Muhammada po raz pierwszy w historii powołała kobietę na stanowisko szefa saudyjskiej giełdy papierów wartościowych. Została nią Sarah Al Suhaimi.
W kwietniu 2017 roku ibn Salman ogłosił projekt budowy jednego z największych miast-centrów kultury, sportu i rozrywki. Ma się ono mieścić na południowy zachód od stolicy kraju – Rijadu i nosić nazwę Al Qidiya.
We wrześniu 2017 roku w Arabii Saudyjskiej zniesiono przepisy zakazujące kobietom prowadzenia samochodów. Była to jedna z najgłośniejszych zmian wprowadzonych przez księcia Muhammada, ponieważ Arabia Saudyjska była ostatnim krajem na świecie, w którym obowiązywało tego typu restrykcyjne prawo.
W lutym 2018 roku w Arabii Saudyjskiej oficjalnie zezwolono kobietom na zakładanie i prowadzenie przedsiębiorstw bez zgody mężczyzn.

## Kontrowersje

### Polityczne czystki w 2017
W 2017 Muhammad ibn Salman zlecił aresztowanie 200 wpływowych biznesmenów i książąt oraz przymusowe umieszczenie ich w hotelu The Ritz-Carlton Riyadh w Rijadzie. Oficjalną przyczyną tych działań była walka z korupcją. Aresztowanych uwolniono, dopiero gdy przekazali miliardy dolarów na nowo utworzoną przez księcia instytucję, powołaną w celu walki z korupcją.
Istnieją trzy hipotezy dotyczące faktycznych motywacji działań Muhammada ibn Salmana: rzeczywista walka z korupcją, chęć pozyskania środków finansowych lub przygotowanie do przejęcia władzy w kraju.

### Działania zbrojne w Syrii i Jemenie
10 stycznia 2016 magazyn „The Independent” poinformował, że „BND, niemiecka agencja wywiadowcza, opisała saudyjskiego ministra obrony i zastępcę księcia koronnego Muhammada ibn Salmana jako polityka, który destabilizuje świat arabski poprzez prowadzenie zastępczych wojen w Jemenie i Syrii”. Niemieckie władze, reagując na te doniesienia, stwierdziły, że opublikowane oświadczenia „nie są stanowiskiem rządu federalnego”.

## Życie prywatne
Jego majątek wyceniany jest na 3 miliardy USD.
Jest wnukiem pierwszego króla Arabii Saudyjskiej Abd al-Aziza ibn Su’uda. Od 2008 żonaty z Sarah bint Mashhoor, mają czwórkę dzieci.

## Poglądy
Poglądy księcia Muhammada określa się jako nacjonalistyczne i populistyczne. Łączą one w sobie konserwatywne podejście do polityki oraz liberalny stosunek do spraw ekonomicznych i socjalnych. Światopogląd ten wydaje się być silnie inspirowany poglądami Muhammada ibn Zajida, emira Abu Zabi.
W październiku 2017 roku Muhammad ibn Salman stwierdził, że przez ostatnie 30 lat ultrakonserwatywna saudyjska monarchia „nie była normalna” z powodu rygorystycznych doktryn, na których oparła się w reakcji na rewolucję w Iranie w 1979, gdy saudyjska rodzina królewska „nie wiedziała, co robić”. Zapowiedział przekształcenie Arabii Saudyjskiej w państwo oparte na umiarkowanym islamie i „otwarte na wszystkie religie, tradycje i ludzi całego świata”.
W 2018 roku w wywiadzie dla magazynu „The Atlantic“ Muhammad ibn Salman oświadczył, że „Izraelczycy mają prawo do pokojowego życia w swoim kraju”. Opinia została odebrana przez światowe media jako kontrowersyjna, bowiem Arabia Saudyjska oficjalnie nie uznaje Izraela. Był to pierwszy raz, gdy członek dynastii Saudów publicznie wyraził tego typu przekonanie.

## Odznaczenia
- Klasa Specjalna Orderu Szejka Isa ibn Salmana Al Chalify (Bahrajn, 2018)[55]
- Wielki Łańcuch Orderu Republiki (Tunezja, 2018)[56]
- Krzyż Wielki z Łańcuchem Orderu Nishan-e-Pakistan (Pakistan, 2019)[57]
- cywilny Order Omanu I klasy (Oman, 2019)[58]
- Order Mubaraka Wielkiego (Kuwejt, 2021)[59]
- Order Zayeda (Zjednoczone Emiraty Arabskie, 2021)[60]
- Order Husajna Ibn Alego (Jordania, 2022)[61]
- Order Księcia Jarosława Mądrego I klasy (Ukraina, 2023)[62]